# Vita Petersen
Vita Petersen (* 21. Januar 1915 in Berlin; † 22. Oktober 2011 in New York City; vollständiger Name: Luise Viktoria Margarete Beate Petersen, geborene Luise Viktoria Margarete Beate von Simson) war eine amerikanische Malerin und Zeichnerin deutscher Herkunft.

## Leben
Sie wurde als Tochter des späteren Staatssekretärs Ernst von Simson geboren. Ihr Vater war 1888 als Enkel von Eduard von Simson in den preußischen Adelsstand erhoben worden, ihre Mutter Martha Oppenheim war eine Nachfahrin von Moses Mendelssohn. Ihr älterer Bruder war der Kunsthistoriker Otto von Simson, ihr Onkel der Bankier Georg von Simson und zu ihren Cousins bzw. Cousinen ersten Grades gehörten Werner von Simson und Clara von Simson. Vita war in ihrer Kindheit und Jugend häufig bei ihrem Großvater Franz Oppenheim zu Besuch. Dessen zweite Frau Margarete hatte eine Sammlung mit Gemälden von Paul Cézanne, Vincent van Gogh und Édouard Manet aufgebaut. Petersen nahm Malunterricht bei Willy Jaeckel und besuchte während ihres Studiums an der Berliner Kunstakademie die Meisterklasse von Karl Hofer. Eine Karriere als Malerin war ihr als jüdischstämmige Künstlerin im nationalsozialistischen Deutschland verbaut, die Bilder ihrer Lehrer galten als „Entartete Kunst“. Vita lernte den Hamburger Kaufmann Gustav Petersen (1911–2002) kennen, den sie aber nicht heiraten durfte. Petersen emigrierte in die USA, 1938 folgte ihm Vita und das Paar heiratete im August des gleichen Jahres in New York.

## Werk
Der schweizerisch-amerikanische Fotograf Herbert Matter machte Vita Petersen mit den jungen amerikanischen Malern wie Jackson Pollock, Willem de Kooning, Lee Krasner und Franz Kline bekannt. Bei dem aus Deutschland stammenden Hans Hofmann nahm sie in dessen bekannter Hofmann School Unterricht. Von Pollocks Malerei war Petersen so beeindruckt, dass sie die eigene Kunstproduktion nachhaltig beeinflusste. 1948 und 1949 verbrachten die Petersens den Sommer mit Pollock und weiteren Künstlerfreunden in Springs, East Hampton. Ihre farbfreudige abstrakte Malerei nahm in den 1960er Jahren figurative Elemente auf. In den 1970er Jahren wandte sie sich wieder der Abstraktion zu. Es sind ihrem Lehrer Hans Hofmann folgend „[…] hochsensibele Kompositionen von Form, Farbe und Rhythmus und schlagen eine Brücke von der europäischen Moderne zur amerikanischen Kunst nach 1945“.
Petersen stellte, wie Pollock, in den späten 1960er und den 1970er Jahren in der Galerie von Betty Parsons in New York aus. Werke von ihr befinden sich in der Joseph Hirschhorn Collection, der Corcoran Gallery of Art, dem Weatherspoon Art Museum und der Kunstsammlung der First National Bank of Chicago.